# 音楽学校メーザー・ハウス
音楽学校メーザー・ハウス（おんがくがっこうメーザー・ハウス）は、東京都目黒区に2020年3月31日まで開校されていた、プロのミュージシャン、ボーカリスト、シンガーソングライター、サウンドクリエイターを育成するための音楽専門校である。国内に数ある音楽学校の中でも抜群のプロ輩出実績を誇っていた。
新聞奨学生制度の対象であった。

## 歴史・沿革
- 1983年4月 - 確かな技術を持ったプロフェッショナル・アーティストの育成を目的として、日本を代表するピアニスト／アレンジャーの佐藤允彦を中心に開校。創設当時の所在地は東京都目黒区大橋2-16-23。
- 2003年 - 目黒区大橋1-6-13に移転。
- 2020年 - 3月31日に閉校[3]。

## 特徴

### 教育方針
「プロを目指すならプロに直接習うべき」という考え方により、第一線で活躍する50名以上の一流ミュージシャンを講師に起用している（代行講師による講義は一切無し）。そのため、生きた技術をプロから直接、少人数制のレッスンで学ぶことができる。

### メーザー・ハウス歴代講師
（※印は現講師）
- 安藤まさひろ（G）
- 森園勝敏（G）
- 山岸潤史（G）
- 山本恭司（G）※
- 葛城哲哉（G）※
- 矢堀孝一（G）※
- 養父貴（G）※
- 佐藤允彦（P）※
- 板橋文夫（P）
- 橋本一子（P）
- 国府弘子（P）
- 高瀬アキ（P）
- 笹路正徳（Key）
- 和泉宏隆（Key）
- 篠田元一（key）※
- 久米大作（key）※
- クリヤ・マコト（P）※
- 松本圭司（P）※
- 伊藤広規（B）
- 江川ほーじん（B）※
- 渡辺建（B）※
- 井野信義（B）
- 櫻井哲夫（B）※
- 沢田浩史 （B）
- 日野元彦（Dr）
- 菅沼孝三（Dr）※
- 本田珠也（Dr）※
- 熊谷徳明（Dr）※
- 渡辺豊（Dr）※
- 今村祐司（Per）※
- 伊東たけし（Sax）
- 沢井原兒（Sax）※
- 本田雅人（Sax）※
- 岡野　等（Tp）
- 小林　太（Tp）
- 田中　充（Tp）※
- 堂本雅樹（Tb）※
- 宮本典子（Vo）
- 伊藤君子（Vo）
- 楠木勇有行（Vo）※
- タイロン橋本（Vo）※
- 金子マリ（Vo）
- 菊地真美（Vo）
- 桑名晴子（Vo）
- 小柴大造 (Vo)
- 小比類巻かほる（Vo）
- ポール梅原（Vo）44MAGNUMのヴォーカリスト。
- CHAKA（Vo）※ 元PSY・Sのヴォーカリスト
- 小池道昭（Vo）※ 元Dual Dreamのメンバー
- 有坂美香（Vo）※
- 石田匠（Vo）※
- 佐々木收（Vo）※ 元MOON CHILDのヴォーカリスト。
- 山田ひろし（作詞）※
- DJ HIRAKATSU（DJ）※

### 生徒の進路
アーティストを育成するというよりも、プロのミュージシャンを育成するという色が強く、音楽業界と太いパイプを築いており、業界関係者を招いてのプロモーション・ライブや音楽系企業へのインターンシップといったプレゼンテーションによって、多くの卒業生を音楽業界へ送り出している。
ミュージシャン以外にも音楽関連の仕事に従事する者もいる。

### 施設
プロ仕様の音響設計を施したリハーサル・スタジオ、Pro Toolsなど最新のデジタル機材を設置したレコーディング／クリエイト・スタジオ、メーザー・ハウス・グループの所有するプロユースの「MARUNI STUDIO」など、プロの現場を意識した実践的なスタジオ設備が整えられている。

## 設置学科
プロ・ミュージシャンの育成を目的とした「ミュージック・カレッジ・メーザー・ハウス」、プロ・ヴォーカリスト育成のための「メーザー・ヴォーカル・ハウス」、作曲・編曲・DTM・レコーディングなど音楽制作現場でのプロ育成を目的とした「メーザー・クリエイト・ラボ」の3つの育成機関から成る。また、ジャズを専門的に学ぶための「ジャズ・ラボ」や、仕事をしながら通える夜間・土曜コースも開設。音楽を志す一人ひとりのニーズに応える多彩な学科／コースが設置されている。

### 学科／コース名
楽器／総合音楽部門「ミュージック・カレッジ・メーザー・ハウス」
- ギター科［2年制］

プロミュージシャン・コース
バンドアーティスト・コース
ギターヴォーカル・コース
- ベース科［2年制］

プロミュージシャン・コース
バンドアーティスト・コース
- ドラムス科［2年制］

プロミュージシャン・コース
バンドアーティスト・コース
- キーボード科　ピアノ科［2年制］

プロミュージシャン・コース
- キーボード科［2年制］

バンドアーティスト・コース
- サックス／トランペット／トロンボーン科［2年制］

プロミュージシャン・コース
- 楽器専攻コース［1年制］

ギター科　ベース科　ドラムス／パーカッション科
キーボード科　ピアノ科
サックス科　トランペット科　トロンボーン科
- 総合音楽科［2年制］

総合ミュージックコース
- ミュージック・ビジネス科［2年制］

ミュージックビジネス・コース
- ミュージックビジネスコース［1年制］

ミュージックビジネス専攻コース
ヴォーカル／シンガーソングライター／作詞部門「メーザー・ヴォーカル・ハウス　MESAR VOCAL HAUS」
- ヴォーカル科［2年制］

ヴォーカルアーティスト・コース
シンガーソングライター・コース
バンドヴォーカル・コース
- 作詞・作曲科［2年制］

作詞・作曲コース
- ヴォーカル科［1年制］

ヴォーカル　シンガーソングライター
コーラスワーク　ヴォイス・トレーニング　作詞
サウンドクリエイト／作編曲部門「メーザー・クリエイト・ラボ」
- 作曲・編曲科［2年制］

サウンドプロデュース・コース
作曲アレンジ・コース
- サウンド・クリエイト科［2年制］

DTMアーティスト・コース
レコーディングクリエイター・コース
グルーヴクリエイター・コース
ジャズ部門「ジャズ・ラボ」
- ジャズ・プレイヤー・コース［2年制］

ピアノ科　ギター科　ベース科　ドラムス科
サックス科　トランペット科　トロンボーン科
- ジャズ・ヴォーカル・コース［2年制］

ヴォーカル科
- ジャズ専攻コース［1年制］

ピアノ科　ギター科　ベース科　ドラムス科
サックス科　トランペット科　トロンボーン科
ヴォーカル科
- ジャズ夜間・土曜コース［1年制］

ピアノ科　ギター科　ベース科　ドラムス科
サックス科　ヴォーカル科
その他（短期／夜間・土曜）
- 夜間・土曜コース［1年制］
- 音楽理論コース［1年制］
- Pro Toolsマスターコース／Logic Proマスターコース［各6ヵ月制］

## 所在地・アクセス
- 〒153-0044　東京都目黒区大橋1-6-13
- 東急田園都市線「池尻大橋駅」東口から徒歩約5分

## 主な卒業生・出身者
- 阿部義晴 - ユニコーンのキーボーディスト、 音楽プロデューサー
- 荒木真樹彦 - シンガーソングライター
- 池端愛 - ピアニスト・ピアノ講師
- 一瀬正和 -  ASPARAGUS、the HIATUSのドラマー
- 伊藤俊吾 - キンモクセイのヴォーカリスト、ソングライター
- 井上裕治 - GIRL NEXT DOORのギタリスト
- 今堀恒雄 - ギタリスト、作曲家
- 上野洋子 - ヴォーカリスト、音楽プロデューサー
- 瑛人 - シンガーソングライター
- 大澤敦史 - 打首獄門同好会のギターボーカル
- 大橋勇武 - フュージョン・ギタリスト
- 大橋卓弥 - スキマスイッチのヴォーカリスト
- 岡野泰也 - 作曲家、アレンジャー
- 小幡英之 - 作詞家、作編曲家、サックス奏者
- 織田浩司 - サックス奏者
- 梶原順 - ギタリスト
- 河本あす香 - 打首獄門同好会のドラムボーカル
- 菊地成孔 - サックス奏者、音楽プロデューサー、作曲家、文筆家
- 国岡真由美  - ICEのボーカリスト
- 国府弘子  - ジャズピアニスト、作編曲家
- 小寺良太 - 椿屋四重奏のドラマー
- 後藤郁夫 -ギタリスト、作編曲家、音楽プロデューサー
- 近藤研二 - ギタリスト
- シライシ紗トリ - 作曲家、編曲家、音楽プロデューサー
- 髙見優 - 作編曲家
- 千綿ヒデノリ - シンガーソングライター
- 常田真太郎 - スキマスイッチのキーボーディスト、アレンジャー
- 千葉貴俊 - 3B LAB.☆Sのベーシスト／リーダー
- 中島卓偉 - シンガーソングライター
- 中西圭一 - クレイジーケンバンドのサックス／フルート奏者
- 中村達也 - 元BLANKEY JET CITY、現LOSALIOSのドラマー、俳優
- 中村千尋 - シンガーソングライター
- 七尾旅人 - シンガーソングライター
- 南部昌江 - キーボーディスト、作曲家
- 仁井山征弘 - ヒップホップシンガー
- 原田喧太 - ギタリスト、俳優
- 古川貴浩 - 作編曲家、ベーシスト
- 古村大介 - NICO Touches the Wallsのギタリスト
- Ranmalu - The Winking Owlのベーシスト
- 松浦晃久 - アレンジャー、キーボーディスト
- マユミーヌ - ヴォーカリスト/シンガーソングライター
- 三澤勝洸 - パスピエのギタリスト
- 三田結菜 - ドラマー、シンガーソングライター、O-VILS.の総監督
- 美濃隆章 - toeのギタリスト
- 宮平直樹 - かりゆし58のギタリスト
- 村上和正 - POMERANIANSのベーシスト
- もりばやしみほ - ハイポジのボーカリスト、作詞家、作曲家
- ajapai（森俊彦） - DJ、キーボーディスト、音楽プロデューサー
- BOUNCEBACK（河出智希、竹内栄美子） - 作編曲/作詞
- Full Of Harmony（HIRO、ARATA、YUTAKA） - R&Bヴォーカルグループ
- Ikoman - 音楽プロデューサー
- MIWA - PLASTIC LOVEのヴォーカリスト
- SATOKO - FUZZY CONTROLのドラマー
- SHINPEI - BREAKERZのギタリスト
- SUGIZO - LUNA SEA、X JAPANのギタリスト、ヴァイオリニスト
- ZOOCO - 元エスカレーターズのヴォーカリスト、シンガーソングライター
- 髙橋響 - Absolute areaのドラム
- 露崎義邦 - パスピエのベーシスト
- 二家本亮介 - ベーシスト
- 萩原知也 - Absolute areaのベーシスト
- 廣瀬みちる - ピアニスト
- 吉川延宏 - シティコネクション (企業)創業者